# Červený vrch (Pražská plošina)
Červený vrch ve Vokovicích v Praze (327 m n. n.) je vrch na okraji přírodního parku Šárka-Lysolaje jižně od přírodní památky Jenerálka. Ulice Horoměřická pod severním svahem vede k Jenerálce, jižní svah byl zastavěn až k ulici Evropská. Je po něm pojmenováno Sídliště Červený Vrch.

## Popis
Název vrchu je odvozen od barvy železité půdy. Ve Vokovicich, v místech nad Hájem a na Červeném vrchu, vznikaly před rokem 1860 doly na železnou rudu; některé zanikly, jiné zůstaly až do poloviny 30. let 20. století. Byly zde zjištěny minerály ankerit, aragonit, baryt, kalcit, křemen, sádrovec, siderit, směs minerálů limonit a horniny bohaté na černý oxid manganu nebo oxidy železa.

## Okolí
Pod severním svahem vrchu pramení Krutecký potok, který se za přírodní památkou Jenerála vlévá do Šáreckého potoka.